# Concatedral de Santa Margarita y San Martín (Tarquinia)
La Concatedral de Santa Margarita y San Martín o simplemente Catedral de Tarquinia (en italiano: Concattedrale di Ss. Margherita e Martino) Es una catedral católica en Tarquinia, Lazio, Italia, dedicada a Santa Margarita y San Martín. Antiguamente sede episcopal de la diócesis de Tarquinia, anteriormente conocida como diócesis de Corneto, desde 1986 es la co-catedral de la diócesis de Civitavecchia-Tarquinia
La catedral de Santa Margarita y Martin fue construida en 1260 y elevada a catedral de Corneto (antiguo nombre de Tarquinia) el 5 de diciembre de 1435. En el siglo XV se amplió por el obispo Bartolomeo Vitelleschi en 1643 pero fue destruida por un terrible incendio. Reconstruida en un corto tiempo, entonces volvió a ser el objeto de una restauración en el estilo neoclásico en el siglo XIX según el proyecto de Francesco Dasti; terminada en 1874, también se produjo una expansión de la estructura, con la adición de nueve nuevos altares. La iglesia fue consagrada en 1879 por el obispo de Corneto y Civitavecchia Francesco Gandolfi. 

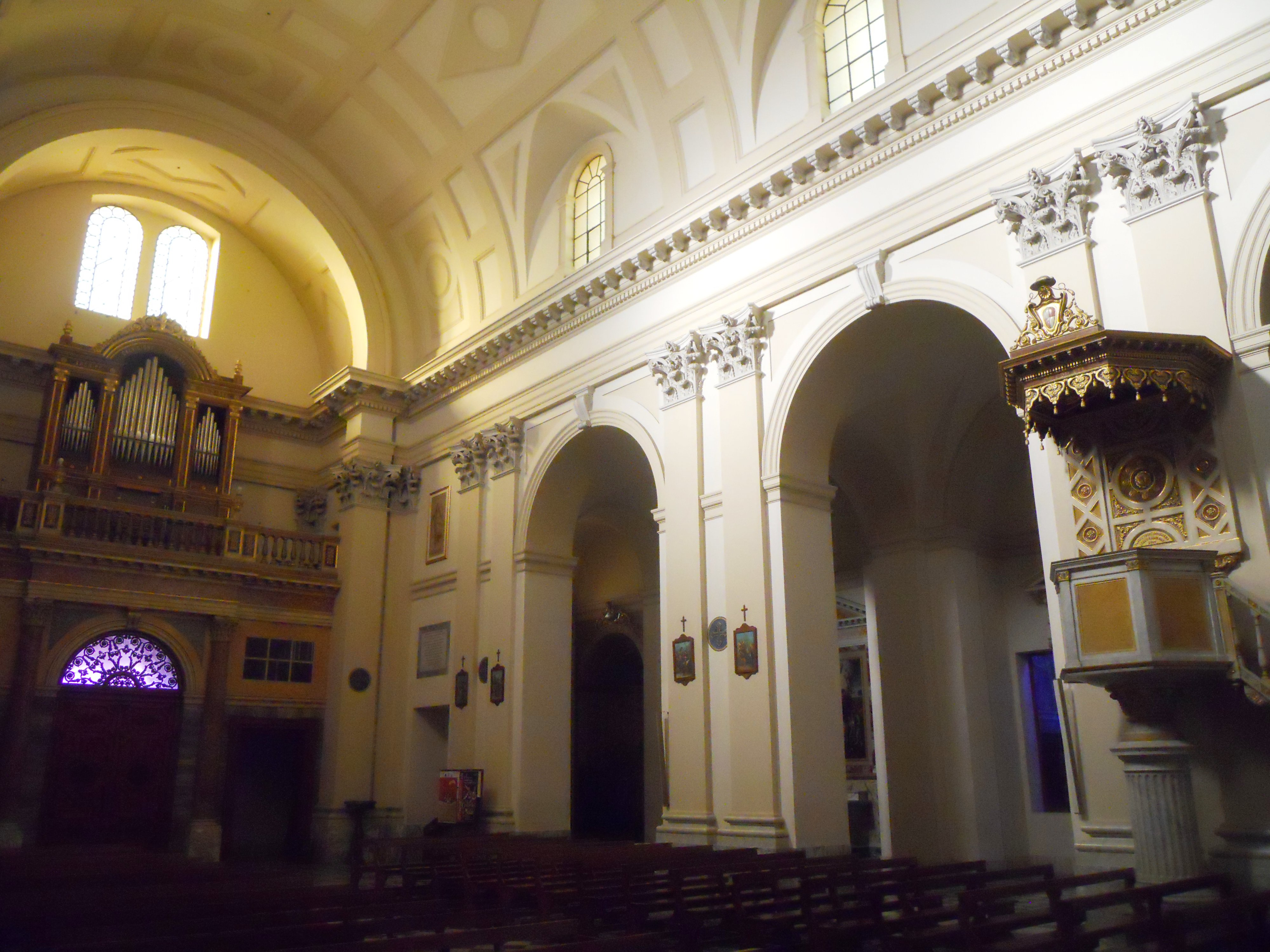
Vista interna